# Garrick Ohlsson
Garrick Olaf Ohlsson (sinh ngày 3 tháng 4 năm 1948) là một nghệ sĩ dương cầm cổ điển người Mỹ. Năm 1970, Ohlsson trở thành người đầu tiên và cho đến nay là người duy nhất đến từ Hoa Kỳ giành được huy chương vàng tại Cuộc thi Piano Chopin Quốc tế lần thứ VIII. Ông cũng đã giành giải nhất tại Cuộc thi piano quốc tế Ferrucino Busoni ở Bolzano, Ý, và Cuộc thi Piano Montreal ở Canada. Ông được trao Giải thưởng Avery Fisher vào năm 1994 và Giải thưởng Nghệ sĩ xuất sắc của Hiệp hội Âm nhạc Đại học năm 1998 tại Ann Arbor, Michigan. Ohlsson cũng đã ba lần được đề cử cho giải Grammy và giành được một giải vào năm 2008.
Năm 2018, Ohlsson nhận được Huân chương Gloria Artis vì Công lao Văn hóa do Bộ Văn hóa và Di sản Quốc gia Ba Lan trao tặng tại Warszawa.

## Đầu đời
Garrick Ohlsson sinh ra tại Bronxville, New York và là con một của người cha gốc Thụy Điển Alvar Ohlsson, người di cư khỏi Thụy Điển sau Thế chiến thứ II, và người mẹ người Mỹ gốc Sicilia Paulyne (Rosta), sinh ra tại Thành phố New York. Ohlsson lớn lên ở White Plains, New York và bắt đầu học dương cầm chính thức tại Nhạc viện Westchester với Tom Lishman khi mới 8 tuổi. Năm 13 tuổi, ông bắt đầu học với Sascha Gorodnitzki tại Trường Juilliard, và sau đó là với Rosina Lhévinne . Trong quá trình phát triển âm nhạc, ông đã chịu ảnh hưởng từ nhiều cách hoàn toàn khác nhau bởi một loạt các giáo viên lỗi lạc, đáng chú ý nhất là Claudio Arrau, Olga Barabini và Irma Wolpe.
Mặc dù Ohlsson nổi tiếng với các màn trình diễn tác phẩm của Chopin, Mozart, Beethoven, Liszt và Schubert, nhưng phạm vi biểu diễn của ông rất đa dạng, trải dài từ Bach và Busoni cho đến Copland, Griffes, Debussy, Scriabin, Gershwin, Rachmaninoff và các nhà soạn nhạc đương đại mà đã viết các tác phẩm mới cho ông, chẳng hạn như Justin Dello Joio. Viết trên tờ The New York Times, nhà phê bình âm nhạc Allan Kozinn đã gọi vốn tiết mục của Ohlsson là "đồ sộ". Tiết mục của ông bao gồm không dưới 80 bản hòa tấu. Ông cũng nổi tiếng với kích thước bàn tay lớn của mình (có thể chơi quáng 12 ở tay trái và quãng 11 ở tay phải).

## Sự nghiệp
Ohlsson đã biểu diễn ở Bắc Mỹ với các dàn nhạc giao hưởng của Atlanta, Charlotte, Cleveland, Philadelphia, Boston, St. Louis, Cincinnati, Minneapolis, Milwaukee, Indianapolis, Houston, Detroit, Baltimore, Pittsburgh, Los Angeles, Seattle, Denver, Washington, DC và Berkeley, cùng nhiều nơi khác, tại Trung tâm Nghệ thuật Quốc gia, với Dàn nhạc thính phòng St. Paul và với Dàn nhạc giao hưởng London tại Lincoln Center ở New York. Ông cũng đã đệm đàn cho nghệ sĩ vĩ cầm Hilary Hahn và giọng contralto Ewa Podles.
Ohlsson là một nghệ sĩ nhạc thính phòng đã từng cộng tác với các nhóm tứ tấu đàn dây như Cleveland, Emerson, Takács và Tokyo, cùng nhiều nhóm khác. Trong những năm 2005–2006, ông đã lưu diễn cùng nhóm nhạc Tứ tấu Takács. Ngoài ra, ông cũng là thành viên sáng lập của nhóm tam tấu FOG Trio cùng với nghệ sĩ vĩ cầm Jorja Fleezanis và nghệ sĩ cello Michael Grebanier.
Vào năm 2006–2007, ông đã biểu diễn buổi hòa nhạc khai mạc tại Lễ hội Mostly Mozart ở New York. Ngoài ra ông cũng đã biểu diễn tại BBC Proms cùng Dàn nhạc Budapest Festival .
Trong số các bản thu âm của mình, Ohlsson đã thu âm toàn bộ tác phẩm âm nhạc của Chopin trên Hyperion Records – bao gồm toàn bộ bản nhạc dương cầm độc tấu, nhạc thính phòng, các tác phẩm dành cho dương cầm và dàn nhạc, cùng các bài hát . Năm 1989, ông đã thu âm bản Concerto cho dương cầm gồm năm chương của Busoni ở cung Đô trưởng, Op. 39 với Dàn nhạc Cleveland dưới sự chỉ huy của Christoph von Dohnányi. Ông cũng đã thu âm toàn bộ 32 bản sonata cho dương cầm của Beethoven cho hãng Bridge Records.
Sau khi đạt giải nhất của cuộc thi Chopin năm 1970, ông sớm xuất hiện với tư cách khách mời biểu diễn trong chương trình The Dick Cavett Show của đài truyền hình ABC vào ngày 25 tháng 2 năm 1971. Chương trình còn có sự tham gia của nam diễn viên/ca sĩ Sammy Davis Jr. và nữ diễn viên trẻ Anissa Jones trong bộ phim Family Affair .

## Đời tư

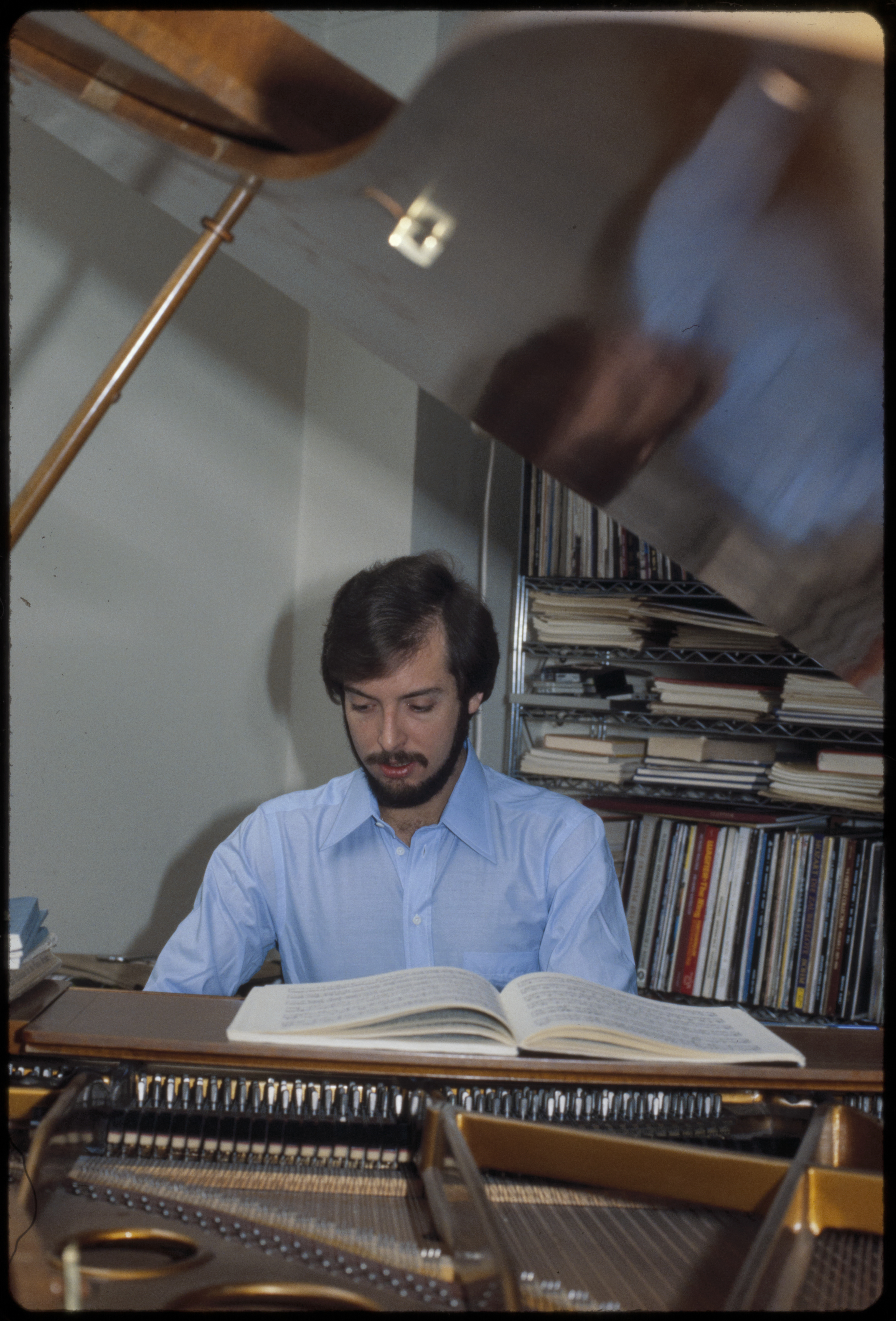
Garrick Ohlsson vào tháng 1 năm 1978

Kể từ năm 1996, Garrick Ohlsson định cư ở San Francisco cùng chồng là nhà bảo tồn di tích lịch sử Robert Guter. Ông là thành viên của khoa Nhạc viện San Francisco.

## Giải thưởng
- Giải nhất, Cuộc thi Piano Quốc tế Ferruccio Busoni năm 1966, Bolzano
- Giải Nhất, Cuộc thi Piano Montreal năm 1968 [17]
- Giải Nhất, Cuộc thi Piano Quốc tế Chopin lần thứ VIII, Warsaw năm 1970
- Giải thưởng Avery Fisher, 1994
- Giải Grammy, 2008 [18]
- Giải thưởng Jean Gimbel Lane về biểu diễn piano, 2014, Đại học Northwestern
- Huy chương Gloria Artis vì Công lao đối với Văn hóa, 2018 [5]
- Giải thưởng Gramophone (với Takács Quartet), 2021 [19]

## Danh sách đĩa nhạc
Ohlsson đã thu âm với các hãng sau:
- Arabesque Recordings
- RCA Red Seal
- Angel Records
- Bridge Records
- BMG
- Decca
- Delos International
- Hänssler Classic
- Hyperion Records – toàn bộ tác phẩm của Chopin
- Nonesuch Records
- Telarc
- EMI Classics
- Connoisseur Society